# テアルビジン
テアルビジン (thearubigin) は、チャの葉が発酵する際に酵素的酸化によって形成されるポリフェノールの重合体である。テアルビジンは赤色をしている。したがって、（完全に酸化されている）紅茶は赤味がかっているが、緑茶あるいは白茶はより澄んでいる。しかしながら、紅茶の色は、酸化型ポリフェノールであるテアフラビンの量といったその他多くの要因に影響される。
テアフラビンやテアルビジンは紅茶の味に大きな影響を与えていると信じられていたが、最近の研究では否定的な結果が得られている。紅茶の味を構成する成分を同定するにはさらに研究が必要であるが、紅茶の保存状態が悪いとテアルビジンの酸化が進み、味にも影響が出ることが分かっている。
緑茶や白茶等、非完全発酵型の茶に含まれる茶ポリフェノールの特性および濃度は共にヒトの健康に大きな影響を与えているが、テアルビジンはその抗酸化性によって効力を示しているとする研究結果もある。
テアルビジンは1960年代にRoberts, E. A. H.らによって分光法やペーパークロマトグラフィーによる研究が始められ、1969年にプロアントシアニジンとして同定された。テアルビジンの形成については、1983年にin vitroモデルを使って研究された。2009年には、紅茶中でのテアルビジンの形成はカテキンの喪失と関係することが示された。